# Barat (gmina Višnjan)
Barat – wieś w Chorwacji, w żupanii istryjskiej, w gminie Višnjan. W 2011 roku liczyła 23 mieszkańców.